# Amanda Foreman
Amanda Foreman (Los Angeles, 15 luglio 1966) è un'attrice statunitense.

## Biografia
Nata nel 1966 a Los Angeles, Amanda Foreman è figlia di John Foreman e Linda Lawson e sorella minore dell'attrice Julie Foreman.
Nell'aprile 2003 l'attrice è entrata nel cast di Alias, altra serie creata e prodotta da J. J. Abrams, nel ruolo ricorrente di Carrie Bowman.

## Filmografia

### Cinema
- I dinamitardi (1992)
- Amore per sempre (1992)
- Le regole del gioco (1993)
- Sliver (1993)
- Future Shock (1993)
- Delivery (1997)
- Road Kill (1999)
- Uragano (Storm), regia di Harris Done (1999)
- Rocket's Red Glare (2000)
- On the Line (2001)
- Purgatory Flats (2002)
- Extreme Dating (2004)
- Happy Endings (2005)
- Super 8 (2011)

### Televisione
- Delitto al Central Park (1989)
- Senza motivo apparente (1992)
- Breast Men (1997)
- Nash Bridges - serie TV, episodi 4x23-4x24 (1999)
- Felicity - serie TV (1998-2002)
- Alias - serie TV (2003)
- Six Feet Under - serie TV, episodio 3x08 (2003)
- Miss Match - serie TV, episodio 1x02 (2003)
- Parenthood - serie TV, episodio 1x02 (2010)
- Grey's Anatomy - serie TV, episodio 7x06 (2010)
- Dr. House - Medical Division (House, M.D.) – serie TV, episodio 8x08 (2011)

## Doppiatrici italiane
Nelle versioni in italiano dei suoi lavori, Amanda Foreman è stata doppiata da:
- Michela Alborghetti in Private Practice, Parenthood, The Catch
- Tatiana Dessi in Felicity, Alias
- Alessandra Korompay in Grey's Anatomy
- Roberta Paladini in Dr. House - Medical Division